# Entradas (Castro Verde)
Entradas é uma povoação portuguesa sede da Freguesia de Entradas do Município de Castro Verde, freguesia com 76,23 km² de área e 593 habitantes (censo de 2021), e, por isso, uma densidade populacional de 7,8 hab./km².
Recebeu foral, foi vila e sede de concelho entre 1512 e 1836. Este era constituído por uma freguesia e tinha, em 1801, 563 habitantes.
Mantendo uma organização urbana tradicional, Entradas oferece ao visitante um interessante património construído, em particular ao nível do património religioso. Aí destacam-se a Igreja Matriz (século XVIII), a Igreja da Misericórdia (século XV/XVI) e a Capela de Nossa Senhora da Esperança (século XVI).
Com um espaço ajardinado de dimensões raras em aglomerados rurais de interior, a Avenida de Nossa Senhora da Esperança, oferece-nos uma paisagem interior que importa salientar, pela sua frescura e bom gosto, associada aos ancestrais passeios de pedra irregular e de forma oval.
A gastronomia é um cartão de visita obrigatório nesta freguesia, já que ultimamente surgiram novos restaurantes que vieram enriquecer a gastronomia tradicional.

## História
Nas imediações da vila de Entradas situa-se o importante sítio arqueológico do Castelo de Montel, um povoado fortificado ocupado durante a Idade do Ferro e a época romana.
Recebendo foral de D. Manuel I em 1512, Entradas foi sede do concelho até 1836, integrando então o concelho de Castro Verde. Historicamente, este território assume um papel estratégico importante. Não apenas por passar aqui a antiga via que ligava o porto fluvial de Mértola ao interior do Baixo Alentejo, mas igualmente por se localizar na "entrada" do Campo Branco, território de destino dos grandes rebanhos de ovelhas em particular nos séculos XV a XVII, pertencentes à Casa Real.
Os séculos XV e XVI foram um período de grande expansão em termos do património religioso em Entradas. A Igreja da Misericórdia foi construída entre meados do século XV e inícios do XVI, em conjunto com o hospital, enquanto que nesta última centúria foi edificada a Capela de São Sebastião. Também no século XVI a Igreja de Nossa Senhora da Esperança foi alvo de grandes obras de expansão. A igreja matriz, já desaparecida, estava situada no centro da vila, e era dedicada Santa Maria Madalena. No século XVI, a Igreja da Misericórdia passou a ser a matriz, embora ela própria tenha perdido esta categoria para a Santiago Maior, quando esta foi construída, no século XVIII.
Em 18 Maio de 2024, foi inaugurada a escultura Cumprir Abril, da autoria de Cerdeira Dias, no Largo da Misericórdia, em Entradas. A cerimónia de inauguração do monumento fez parte de um programa das comemorações da Revolução de 25 de Abril de 1974 em Entradas, que incluiu igualmente o lançamento do livro Cumprir Abril: Evocação do 50º aniversário do 25 de Abril de 1974. Também em 2024, a Câmara Municipal de Castro Verde inaugurou o novo relvado sintético do Campo de Futebol António José Marques, em Entradas, intervenção que veio melhorar consideravelmente as condições de funcionamento naquele equipamento desportivo, utilizado principalmente como parte dos programas de ocupação dos tempos livres para jovens.

## Demografia
A população registada nos censos foi:
| Distribuição da População por Grupos Etários | Distribuição da População por Grupos Etários | Distribuição da População por Grupos Etários | Distribuição da População por Grupos Etários | Distribuição da População por Grupos Etários |
| -------------------------------------------- | -------------------------------------------- | -------------------------------------------- | -------------------------------------------- | -------------------------------------------- |
| Ano                                          | 0-14 Anos                                    | 15-24 Anos                                   | 25-64 Anos                                   | > 65 Anos                                    |
| 2001                                         | 91                                           | 98                                           | 369                                          | 216                                          |
| 2011                                         | 60                                           | 63                                           | 304                                          | 222                                          |
| 2021                                         | 62                                           | 40                                           | 277                                          | 214                                          |

## Localidades
- Entradas
- Galeguinha

## Património
- Capela de São Sebastião
- Igreja da Misericórdia;
- Igreja de Nossa Senhora da Esperança;
- Igreja Matriz;
- Igreja de Santa Maria Madalena (desaparecida);
- Castelo Velho de Cobres ou Castelo de Montel.

A freguesia de Entradas é igualmente rica ao nível do património natural. As aves estepárias encontram aqui o seu habitat e, na última década, o trabalho desenvolvido por diversas entidades, com especial destaque para as ligadas às práticas agrícolas, tem permitido classificar o território como essencial para a conservação de determinadas espécies, como é o caso da abetarda, que está na origem da classificação ambiental da quase totalidade do território da freguesia enquanto ZPE – Rede Natura 2000.
Entradas realiza a sua festa anual, "Festas de Santiago", no último fim-de-semana de Julho.

## Desporto
- Sociedade Recreativa e Desportiva Entradense, agremiação polidesportiva.